# Kupus dijeta
Kupus dijeta je radikalna tehnika skidanja viška kilograma zasnovana na prehrani niskokaloričnom supom od kupusa u periodu od sedam dana. U principu se smatra hir - dijetom,budući da je orijentisana na kratkoročno gubljenje viška kilograma i ne zahtijeva dugoročnu posvećenost. Zagovornici ove dijete tvrde da je držanjem kupus dijete moguće izgubiti 4 - 5 kilograma u roku od sedam dana, iako stručnjaci smatraju da je nemoguće izgubiti toliko masnih naslaga u tako malom roku. To je dalo kredibilitet tvrdnji da je gubitak kilaže koji je rezultat držanja kupus dijete, zapravo samo gubitak vode iz organizma.

## Pozadina
Porijeklo dijete je nepoznato. Kupus dijeta ima mnogo naziva od koji su neki povezani sa mejnstrim institucijama kao što su "Sacred Heart Diet", "Military Cabbage Soup", "TJ Miracle Soup Diet", and "Russian Peasant Diet", iako su sve ove institucije negirale bilo kakvu povezanost sa kupus dijetom. U principu, većina varijacija ove dijete slažu se u jednoj stvari: dozvoljeno je konzumirati supe od kupusa koliko god to onaj/ona koji/koja drži dijetu hoće ili želi.

## Jelovnik
Pića su ograničena na vodu i nezaslađeni voćni sok, danima kada je voće dozvoljeno. Ovo je tipičan prikaz jelovnika kupus dijete :
1. dan - supa od kupusa plus voća po želji (dozvoljeno je sve voće osim banana)
2. dan - supa od kupusa plus povrće uključujući 1 kuvani krompir sa malo putera
3. dan - supa od kupusa plus voće i povrće (sve osim krompira i banana)
4. dan - supa od kupusa plus do osam banane i obranog mlijeka po želji
5. dan - supa od kupusa, plus do 280 g govedine i do šest paradajza
6. dan - supa od kupusa plus govedine i povrća po želji ( svo povrće osim krompira je dozvoljeno ) 
7. dan - supa od kupusa, plus crni pirinač, povrće ( sve osim krompira ) i nezaslađeni voćni sok

## Kritičari
Mnogi pojedinci i medicinski stručnjaci su kritični prema ovakvoj ishrani . Veći dio izgubljene težine je voda, a ne masti, pa stoga gubitak kilaže nije trajan, smatraju stručnjaci. Dnevna količina unesenih kalorija je daleko ispod potrebne. Pored toga, recept za supu ima izuzetno visok sadržaj natrijuma, obično da bi supa bila ukusnija, a u isto vrijeme, ishrana bazirana na kupus supi pruža tijelu nula proteina u roku od sedam dana. Mnogi ljudi izjavljuju da se ojsećaju slabo te da imaju vrtoglavicu tokom kupus dijete.
Na praktičnom nivou, najčešći oblici recepta za kupus supu su kritikovani kao previše blagi, ali pojavile su se i začinjene varijacije. Uprkos tome, oni koji su probali držati kupus dijetu često izjavljuju da pred kraj dijete osjećaju mučninu na sam miris supe, budući da se praktično hrane samo njome čitavih sedmicu dana. Takođe, zajednički sporedni efekt koji se pojavljuje kod svih varijacija kupus supe je nadimanje.